# 海嶺腔吻鱈
海嶺腔吻鱈，為輻鰭魚綱鱈形目鼠尾鱈科的其中一種，分布於東南太平洋Nazca海脊海域，屬深海底棲性魚類，深度225-530公尺，體長可達40公分，棲息在大陸坡底層水域，生活習性不明。